# Calliope Projects
Pour les articles homonymes, voir Calliope (homonymie).

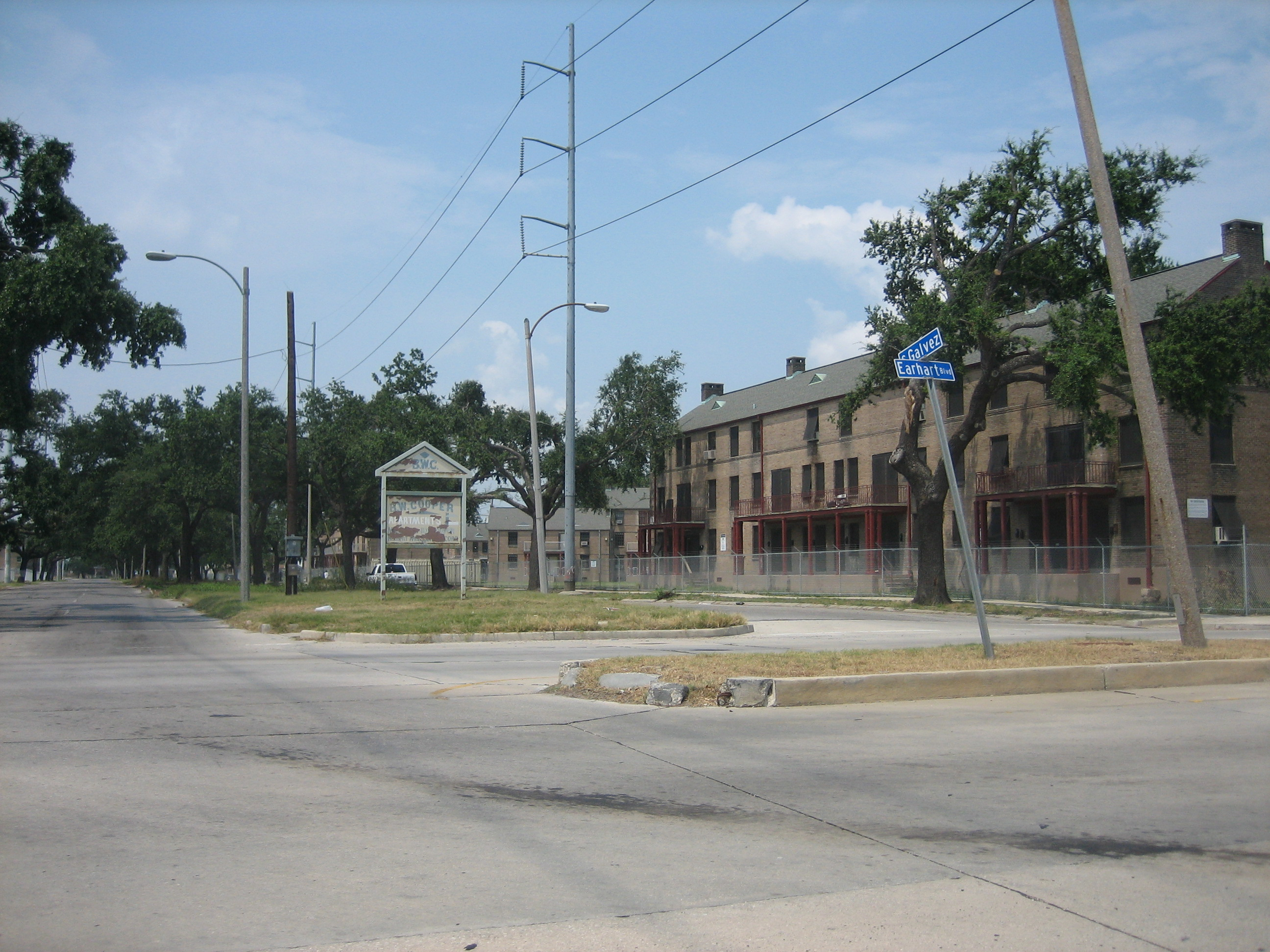
B.W. Cooper Projects

Les B. W. Cooper Apartments, officiellement connus sous le nom de Calliope Projects, sont un grand ensemble de logements sociaux situé dans la ville de La Nouvelle-Orléans en Louisiane aux États-Unis. Cette région de la Nouvelle-Orléans est connue pour son taux de criminalité violente. Il est maintenant[Quand ?] en cours de démolition pour la construction d'immeubles d'appartements.

## Géographie
Selon le Bureau du recensement des États-Unis, la superficie du logement social est de 0,8 km2, dont 0,8 km2 de terres et 0 km2 de plans d'eau.

## Anciens résidents
- C-Murder (1971-), rappeur américain.
- Harold Sylvester (1949-), acteur et scénariste américain.
- Master P (1967-), rappeur et homme d'affaires américain.